# Die Littles
Die Littles (Originaltitel: The Littles) ist eine US-amerikanisch-französische Zeichentrickserie, die ursprünglich zwischen 1983 und 1985 produziert wurde. Sie basiert auf der Romanreihe The Littles des amerikanischen Kinderbuchautors John Peterson (1924–2002), deren erster Roman 1967 veröffentlicht wurde. Die Serie lief in den USA erstmals zwischen 1983 und 1985 auf ABC und umfasste drei Staffeln und 29 Episoden. Die deutsche Erstausstrahlung der Serie erfolgte 1996 innerhalb des Tigerenten Clubs im Ersten.

## Handlung
Ähnlich wie die oft verfilmte Romanreihe Die Borger von Mary Norton handelt Die Littles von einer Familie kleiner, intelligenter, menschenähnlicher Wesen (die Littles), die in den Wänden eines Hauses leben. Zu ihren an Nagetiere erinnernden Merkmalen gehören ein langer, pelziger Schwanz, lange Zähne und mausähnliche Ohren. Ihre Größe beträgt ungefähr 10–15 cm.
Die Familie Little besteht aus Frank und Helen Little, ihren Kindern Tom und Lucy sowie Grandpa Little und Cousin Dinky. Tom und Lucy Little legen beide Wert darauf, großen Menschen unerkannt in ihren Sorgen und Nöten zu helfen. Oft treiben die beiden auch allerlei Unfug und begeben sich dabei häufig in Gefahr. Cousin Dinky ist Pilot, arbeitet als Postbote und gelegentlich als Chauffeur für alle kleinen Leute in der Gegend. Er fliegt ein Propellerflugzeug, stellt sich oft tollpatschig an und gerät auf diese Weise ebenfalls häufig in Schwierigkeiten. Normalerweise überträgt sich dieser Ärger direkt auf Grandpa Little, der die Fassung verliert und sich anschickt, den Unglücksraben Dinky zu „disziplinieren“.
Im Haus wohnt der Junge Henry Bigg mit den Littles zusammen und ist der Einzige, der von ihrer Existenz weiß. Seine Eltern sind Archäologen und oft auf Reisen, weshalb Henry überwiegend allein lebt. In der ersten Staffel der Fernsehserie wird nicht verraten, wie Henry von den Littles erfuhr. Im Vorspann jeder Folge erzählt Henry dem Zuschauer, dass er „ein ganz besonderes Geheimnis“ habe und der einzige sei, der von den Littles wisse. In der zweiten Staffel heißt es am Anfang, dass Tom und Lucy beim Umzug in Henrys Koffer gefallen seien. Er entdeckte sie, als er später seinen Koffer öffnete. In der letzten Staffel reist Henry mit seinen Eltern in andere Teile der Welt und benutzt dabei eine speziell entworfene Tragetasche (eine ausgehöhlte Kameratasche), um die Littles mitzunehmen.
Henry achtet sehr darauf, dass andere Leute, einschließlich seiner eigenen Eltern, nichts von den Littles erfahren. In zwei Episoden jedoch (Im Namen der Pizza und Dinky ist an allem schuld) verrät Henry die Littles, als er erfährt, dass er in diesem Fall im Fernsehen zu sehen sein würde. Der Vorfall und seine Folgen erweisen sich letztendlich als Albtraum von Cousin Dinky.
Henry besitzt eine Schildkröte namens Slick als Haustier, die viel Zeit mit Familie Little verbringt. Wenn Tom und Lucy Henry in Notfällen kontaktieren müssen, binden sie kleine Zettel mit Botschaften auf Slicks Rücken und schicken sie ihm. Slick trägt Rollschuhe, um sich schneller fortbewegen zu können.
Hauptantagonist der ersten beiden Staffeln der Serie ist der böse Wissenschaftler Dr. Eric Hunter, dessen Hauptziel es ist, die Existenz der Littles zu beweisen. Er baut oft Maschinen, die diese winzigen Menschen erkennen können, um den anderen und sich selbst zu beweisen, dass die Littles wirklich existieren. Unterstützt wird er dabei von seinem Assistenten James Peterson (benannt nach John Peterson, dem Schöpfer der Littles.) Ihre finsteren Pläne werden jedoch stets von den Littles und Henry vereitelt. Ab der dritten Staffel, in der Henry mit den Littles eine Reise durch die Welt unternimmt, wechseln die Antagonisten in jeder Episode.

## Produktion und Veröffentlichung
Die Serie wurde zwischen 1983 und 1985 in den USA und Frankreich von ABC Entertainment und DIC Audiovisuel produziert. Die Musik in der Serie wurde von Haim Saban und Shuki Levy übernommen.
Erstmals wurde die Serie vom 10. September 1983 bis zum 2. November 1985 bei ABC in den USA ausgestrahlt. Die deutsche Erstausstrahlung erfolgte am 6. Januar 1996 im Tigerenten Club im Ersten.

## Episodenliste
In Deutschland wurden die Folgen in zwei Teilen ausgestrahlt und tragen daher zwei Titel.
Staffel 1
| Folge (gesamt) | Folge (Staffel) | Originaltitel                   | US-amerikanische Erstausstrahlung | Deutscher Titel                | Deutschsprachige Erstausstrahlung |
| -------------- | --------------- | ------------------------------- | --------------------------------- | ------------------------------ | --------------------------------- |
| 1              | 1               | Beware of Hunter!               | 10. September 1983                | Das fehlende Beweisstück       | 6. Januar 1996                    |
| 1              | 1               | Beware of Hunter!               | 10. September 1983                | Rettung in letzter Sekunde     | 13. Januar 1996                   |
| 2              | 2               | The Lost City of the Littles    | 17. September 1983                | Die Statue des Königs          | 20. Januar 1996                   |
| 2              | 2               | The Lost City of the Littles    | 17. September 1983                | Die verlorene Stadt            | 27. Januar 1996                   |
| 3              | 3               | The Big Scare                   | 24. September 1983                | Die Feuerräder                 | 3. Februar 1996                   |
| 3              | 3               | The Big Scare                   | 24. September 1983                | Die Nacht im Geisterhaus       | 10. Februar 1996                  |
| 4              | 4               | Lights... Camera... Littles!    | 1. Oktober 1983                   | Kamera ab – und Action!        | 17. Februar 1996                  |
| 4              | 4               | Lights... Camera... Littles!    | 1. Oktober 1983                   | Ein gelungener Film            | 24. Februar 1996                  |
| 5              | 5               | The Spirits of the Night        | 8. Oktober 1983                   | Geister der Nacht              | 2. März 1996                      |
| 5              | 5               | The Spirits of the Night        | 8. Oktober 1983                   | Die beste Tat des Tages        | 9. März 1996                      |
| 6              | 6               | The Little Winner               | 15. Oktober 1983                  | Dinky, der Gewinner            | 16. März 1996                     |
| 6              | 6               | The Little Winner               | 15. Oktober 1983                  | Abenteuer in der großen Stadt  | 23. März 1996                     |
| 7              | 7               | A Big Cure for a Little Illness | 22. Oktober 1983                  | Mama Little in Gefahr          | 30. März 1996                     |
| 7              | 7               | A Big Cure for a Little Illness | 22. Oktober 1983                  | Das Gegengift                  | 6. April 1996                     |
| 8              | 8               | The Rats Are Coming!            | 29. Oktober 1983                  | Ratten                         | 13. April 1996                    |
| 8              | 8               | The Rats Are Coming!            | 29. Oktober 1983                  | Grandpa Littles großer Plan    | 20. April 1996                    |
| 9              | 9               | The Little Fairy Tale           | 5. November 1983                  | Zeugnisse                      | 27. April 1996                    |
| 9              | 9               | The Little Fairy Tale           | 5. November 1983                  | Feenzauber                     | 4. Mai 1996                       |
| 10             | 10              | Prescription for Disaster       | 12. November 1983                 | Dinkys Alptraum                | 11. Mai 1996                      |
| 10             | 10              | Prescription for Disaster       | 12. November 1983                 | Hilfe für Angela               | 18. Mai 1996                      |
| 11             | 11              | The Little Scouts               | 19. November 1983                 | Little Pfadfinder              | 25. Mai 1996                      |
| 11             | 11              | The Little Scouts               | 19. November 1983                 | Wir sind zwar klein...         | 1. Juni 1996                      |
| 12             | 12              | A Little Gold, a Lot of Trouble | 26. November 1983                 | Der alte Minenschacht          | 8. Juni 1996                      |
| 12             | 12              | A Little Gold, a Lot of Trouble | 26. November 1983                 | Abenteuer in der Kristallhöhle | 15. Juni 1996                     |
| 13             | 13              | Dinky’s Doomsday Pizza          | 3. Dezember 1983                  | Im Namen der Pizza             | 22. Juni 1996                     |
| 13             | 13              | Dinky’s Doomsday Pizza          | 3. Dezember 1983                  | Dinky ist an allem Schuld      | 29. Juni 1996                     |

Staffel 2
| Folge (gesamt) | Folge (Staffel) | Originaltitel              | US-amerikanische Erstausstrahlung | Deutscher Titel                 | Deutschsprachige Erstausstrahlung |
| -------------- | --------------- | -------------------------- | --------------------------------- | ------------------------------- | --------------------------------- |
| 14             | 1               | A Little Rock and Roll     | 8. September 1984                 | Beim Rockkonzert                | 14. September 1996                |
| 14             | 1               | A Little Rock and Roll     | 8. September 1984                 | Ein Unglück kommt selten allein | 21. September 1996                |
| 15             | 2               | The Little Babysitters     | 15. September 1984                | Henry, der Babysitter           | 20. Juli 1996                     |
| 15             | 2               | The Little Babysitters     | 15. September 1984                | Vier Littles und ein Baby       | 27. Juli 1996                     |
| 16             | 3               | The Forest Littles         | 22. September 1984                | Picknick ins Abenteuer          | 6. Juli 1996                      |
| 16             | 3               | The Forest Littles         | 22. September 1984                | Bei einem fremden Volk          | 13. Juli 1996                     |
| 17             | 4               | For the Birds              | 29. September 1984                | Ein Zoo für die Littles         | 17. August 1996                   |
| 17             | 4               | For the Birds              | 29. September 1984                | Lucys Vogel                     | 24. August 1996                   |
| 18             | 5               | Twins                      | 6. Oktober 1984                   | Dinkys großartige Erfindung     | 12. Oktober 1996                  |
| 18             | 5               | Twins                      | 6. Oktober 1984                   | Dinky in Gefahr                 | 19. Oktober 1996                  |
| 19             | 6               | Looking for Grandma Little | 13. Oktober 1984                  | Eine Grandma für Grandpa        | 28. September 1996                |
| 19             | 6               | Looking for Grandma Little | 13. Oktober 1984                  | Wir lieben Dich, Grandpa!       | 5. Oktober 1996                   |
| 20             | 7               | Every Little Vote Counts   | 20. Oktober 1984                  | Der lächelnde Al                | 3. August 1996                    |
| 20             | 7               | Every Little Vote Counts   | 20. Oktober 1984                  | Bürgermeisterwahl               | 10. August 1996                   |
| 21             | 8               | The Littles’ Halloween     | 27. Oktober 1984                  | Halloween                       | 31. August 1996                   |
| 21             | 8               | The Littles’ Halloween     | 27. Oktober 1984                  | Der Zauberer                    | 7. September 1996                 |

Staffel 3
| Folge (gesamt) | Folge (Staffel) | Originaltitel               | US-amerikanische Erstausstrahlung | Deutscher Titel                  | Deutschsprachige Erstausstrahlung |
| -------------- | --------------- | --------------------------- | --------------------------------- | -------------------------------- | --------------------------------- |
| 22             | 1               | The Little Amazon Queen     | 14. September 1985                | Der Fluch des Amazonas-Diamanten | 26. Oktober 1996                  |
| 22             | 1               | The Little Amazon Queen     | 14. September 1985                | Alondra, Königin der Pikenjos    | 2. November 1996                  |
| 23             | 2               | Tut the Second              | 21. September 1985                | Henry, der Pharao                | 7. Dezember 1996                  |
| 23             | 2               | Tut the Second              | 21. September 1985                | Flucht aus der Pyramide          | 14. Dezember 1996                 |
| 24             | 3               | When Irish Eyes Are Smiling | 28. September 1985                | Die Nacht der Kobolde            | 23. November 1996                 |
| 24             | 3               | When Irish Eyes Are Smiling | 28. September 1985                | Dinky, der falsche Kobold        | 30. November 1996                 |
| 25             | 4               | The Wrong Stuff             | 5. Oktober 1985                   | Kleine Ursache – große Wirkung   | 4. Januar 1997                    |
| 25             | 4               | The Wrong Stuff             | 5. Oktober 1985                   | Die Littles im Weltall           | 11. Januar 1997                   |
| 26             | 5               | Deadly Jewels               | 12. Oktober 1985                  | Indien – Land der Elefanten      | 18. Januar 1997                   |
| 26             | 5               | Deadly Jewels               | 12. Oktober 1985                  | Prinzessin Gee-Ha in Gefahr      | 25. Januar 1997                   |
| 27             | 6               | A Little Drunk              | 19. Oktober 1985                  | Ausflug nach Hollywood           | 1. Februar 1997                   |
| 27             | 6               | A Little Drunk              | 19. Oktober 1985                  | Ein wahrer Held                  | 8. Februar 1997                   |
| 28             | 7               | Ben Dinky                   | 26. Oktober 1985                  | Little Rom                       | 21. Dezember 1996                 |
| 28             | 7               | Ben Dinky                   | 26. Oktober 1985                  | Der große Ben                    | 28. Dezember 1996                 |
| 29             | 8               | The Little Girl Who Could   | 2. November 1985                  | Urlaub im Schnee                 | 9. November 1996                  |
| 29             | 8               | The Little Girl Who Could   | 2. November 1985                  | Karen ist die Größte             | 16. November 1996                 |

## Synchronisation
| Rolle               | US-amerikanischer Sprecher     |
| ------------------- | ------------------------------ |
| Henry Bigg          | Jimmy Keegan                   |
| Grandpa Little      | Alvy Moore                     |
| Frank Little        | Gregg Berger                   |
| Helen Little        | Patricia Parris                |
| Tom Little          | Donavan Freberg (Staffel 1)    |
| Tom Little          | David Wagner (Staffel 2 und 3) |
| Lucy Little         | Bettina Bush                   |
| Ashley Little       | BJ Ward                        |
| Cousin Dinky Little | Robert David Hall              |
| Mr. Bigg            | Robert David Hall              |
| Mrs. Bigg           | Laurel Page                    |
| Dr. Eric Hunter     | Ken Sansom                     |
| James Peterson      | Ken Sansom                     |
| Slick               | Frank Welker (Staffel 1)       |
| Slick               | Pat Fraley (Staffel 2 und 3)   |